# Spanyol armada

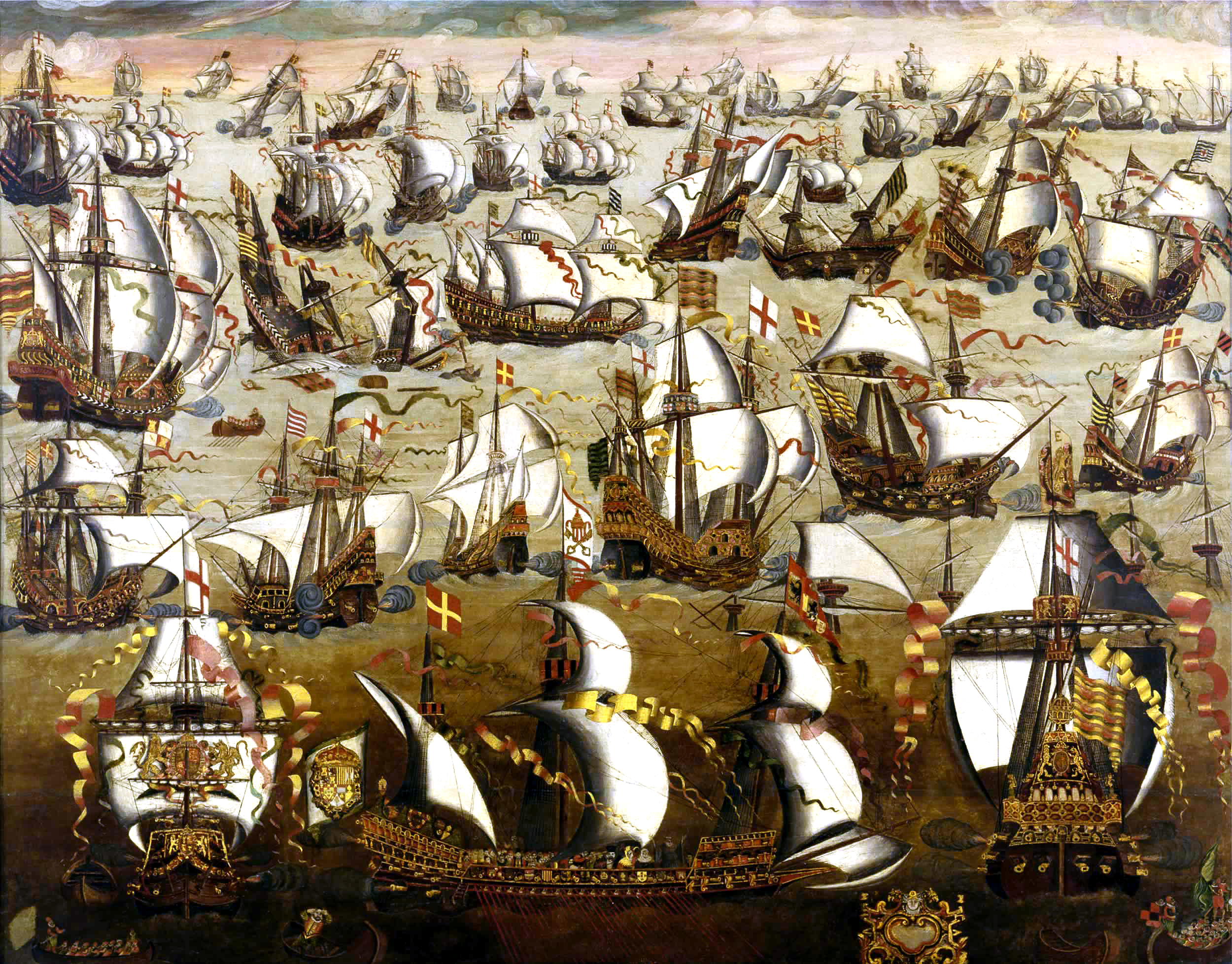
A Győzhetetlen Armada

A Spanyol Armada, Győzhetetlen Armada vagy egyszerűen Nagy Armada (spanyolul: Armada Española; Grande y Felicísima Armada, „hatalmas és nagyon szerencsés hajóhad”; Armada Invencible, "legyőzhetetlen hajóhad") II. Fülöp spanyol király 1588-ban Anglia ellen küldött hatalmas flottájának közkeletű neve. A Nagy Armada Alonso Pérez de Guzmán el Bueno y Zúñiga - Medina Sidonia hercege parancsnoksága alatt Lisszabonból kiindulva Anglia partjaihoz hajózott. A La Manche csatornában tengeri viharok és az angol flotta tépázták, és sem Angliában, sem (az akkor spanyol uralom alatt lévő) Hollandiában nem sikerült partra szállnia. Az uralkodó szelek visszafordulni sem engedték, ezért 1588 viharos nyarán a flotta kénytelen volt körülhajózni a Brit-szigetek és Írország partjait, így próbálva meg visszatérni Spanyolországba. Az út során a hajók és a legénység nagy része odaveszett, és a hajóhad maradéka vert seregként tért vissza az anyaországba. Az elszenvedett vereség súlyos csapásként érte az akkori világ vezető hatalmának számító Spanyol Birodalmat, fordulópontot jelentett a tengeri hadviselés történetében, és egyúttal jelentősen hozzájárult Anglia mint tengeri hatalom felemelkedéséhez.

## Előzmények

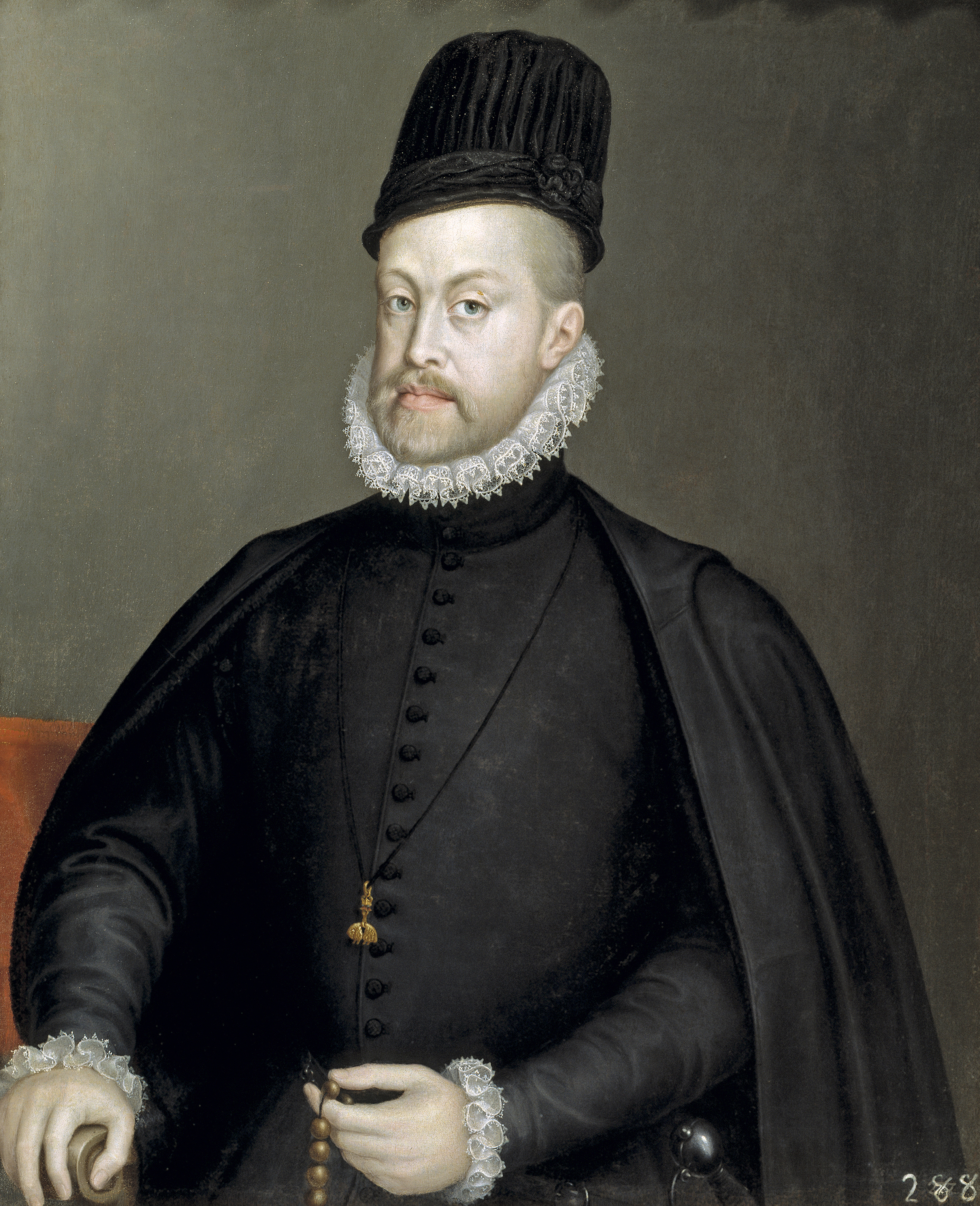
II. Fülöp spanyol király

A 16. század második felében a Spanyol Birodalom fénykorát élte. V. Károly több földrésznyi birodalma felett „soha nem nyugodott le a nap”. Utódja, a bigottan katolikus II. Fülöp uralma alatt tovább folytatódott a spanyol nagyhatalom virágzása: a meghódított Újvilágból látszólag kifogyhatatlanul ömlött az arany és ezüst, de a spanyol király gazdagságát növelték az újvilági kereskedelemből hasznot húzó németalföldi kereskedővárosok adói is. 1571-ben Don Juan de Austria, a király féltestvére vezetésével, a kereszténység bajnokaként Lepantónál történelmi vereséget mértek az Oszmán Birodalom flottájára, majd 1580-ban Fülöp szerencsésen alakult házassága kapcsán elfoglalták és a birodalomhoz csatolták Portugáliát és annak nagyszámú  tengerentúli birtokait is. A sok háborúskodás kimerítette ugyan az államkincstárat, és az abszolutisztikus módszerekkel uralkodó Fülöp ellen egyre több főúr is morgolódott, de a birodalom mérhetetlen gazdagsága, és korlátlan hitelkerete mellett ezek igencsak apró problémáknak tűntek.
Az uralkodó újabb ambiciózus tervet dédelgetett: a protestantizmus bástyájának számító Anglia meghódítását tervezte. Ez egyszerre szolgálta volna a katolicizmus ügyét, szilárdította volna meg hatalmát a lázongó Németalföldön, valamint semmisítette volna meg a gyarmati kereskedelemben egyre több bosszúságot okozó angol kalózokat (akik uralkodójuk leplezetlen támogatásával működtek). Anglia, bár erős ország volt, ekkor még nem számított nagyhatalomnak: bár flottája erős volt, szárazföldi zsoldossereggel egyáltalán nem rendelkezett. A becsvágyó uralkodót személyes bosszúvágy is fűthette: évtizedekkel az itt tárgyalt események előtt – a dinasztikus és politikai érdekek gondos mérlegelése után – házasságot ajánlott I. Erzsébet angol királynőnek, aki azonban kikosarazta.
A két ország közötti ellentétek az 1580-as évek közepére hadüzenet nélküli háborúvá fajultak. Angol kalózok fosztogatták a spanyol hajókat és gyarmatokat, I. Erzsébet csapatokkal és pénzzel támogatta a németalföldi spanyolellenes felkelést, Fülöp pedig elszánta magát, hogy "Isten segítségével" megoldja az angol problémát. A katolikus hit bajnokaként megnyerte V. Szixtusz pápa támogatását, aki egymillió dukátot ajánlott fel a protestáns angolok elleni harchoz (a pápa azonban ezt a pénzt - a partraszállás kudarcára hivatkozva -  soha nem fizette ki).

### Haditervek, felkészülés

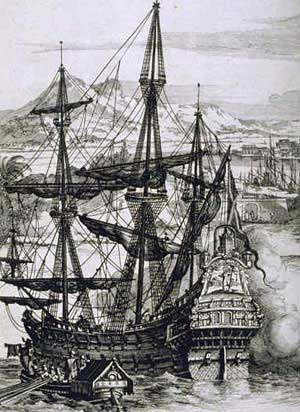
Spanyol galleon, az Armada kevés korszerű egységének egyike

A király 1584-ben kiadta a parancsot, és nekilátott egy, az angol szigetország meghódítására képes hatalmas flotta felszerelésének. A parancsnokságot az idős, de tapasztalt és határozott Álvaro de Bazánra, Santa Cruz márkijára, a spanyol birodalom vezénylő admirálisára bízta. Az előzetes haditerv szerint az Armada az anyaországból kiindulva behajózott volna a La Manche csatornába, és az angol flotta megsemmisítésével megszerezte volna a tengeri fölényt. Ezután elfoglaltak volna pár kikötőt, és fedezték volna az Alessandro Farnésének, Párma és Piacenza hercegének parancsnoksága alatt Németalföldön állomásozó csapatoknak, a spanyol hadsereg színe-virágának átkelését Angliába. A herceg csapatai, az Armadán szállított több tízezernyi katonával egyesülve könnyűszerrel leigázták volna a szigetországot.
A terv Fülöphöz méltóan ambiciózus és kivitelezhetetlen volt, mivel az Isten segítségében és csapatai bátorságában bízó, de a tengerészethez fikarcnyit sem konyító uralkodó következetesen megtagadta a terveibe nem illeszkedő realitások figyelembe vételét. Anglia délkeleti részén kevés volt az ekkora hajóhadat befogadni képes kikötő, és ezeket az angolok az évszázadok során igen alaposan megerősítették, elfoglalásuk nem lett volna egyszerű. Súlyosabb probléma volt, hogy a csatorna németalföldi oldalán egyáltalán nem volt megfelelő kikötő, ahova az Armada be tudott volna hajózni, és felvenni a herceg csapatait, akiknek viszont csak lapos fenekű, tengeri közlekedésre alkalmatlan bárkáik voltak. Ezzel a problémával – és általában az Armada és a szárazföldi csapatok kapcsolattartásának kérdéseivel – a haditerv egyáltalán nem foglalkozott. A csatornába behajózott, kikötni nem tudó Armada ki lett volna téve az elemek kénye-kedvének és a jó helyismerettel rendelkező angolok támadásainak. A tapasztalt spanyol hajóparancsnokok is tudták ezt – egy ekkora vállalkozást és annak célját nem lehetett titokban tartani – de őket nem vonták be haditerv elkészítésébe. A király mindenről maga határozott, egészen az apró részletekbe menően, például előírta a napi élelmiszeradagok összetételét is. Úgy tűnt, Fülöp úgy gondolta, hajói könnyűszerrel lavíroznak majd a La Manche csatorna vizein. Nem vette figyelembe, hogy a legtöbb spanyol hajó még oldalszélben is csak üggyel-bajjal volt irányítható, szél ellen pedig egyáltalán nem tudtak vitorlázni. A holland partok mentén húzódó veszedelmes homokzátonyok és az Atlanti-óceán ezen részén tapasztalható erős dagály-apály hatás tovább korlátozták a mély merülésű spanyol hadigályák manőverezési lehetőségeit.
A hatalmas flotta összeállítása lassan haladt. A hajók Lisszabonban gyülekeztek, ide érkeztek a birodalom minden szegletéből kivezényelt egységek. Földközi-tengeri és itáliai evezős gályáktól kezdve Balti-tengeri kereskedőhajókon keresztül az amerikai gyarmati kereskedelem felügyeletére szánt galleonokig mindenféle tengeri alkalmatosság képviseltette magát. Összességében 130 hajó gyűlt össze, ám ezek közül csak 65 volt hadihajó, sőt mindössze 25 volt olyan, amelyet eredetileg is hadihajónak terveztek és építettek. A hadihajók jó része impozáns méretű, de elavult és nehezen kormányozható galleon volt, amelyeket a középkori tengeri doktrínának megfelelően magas fabástyákkal láttak el. Ekkoriban – hosszú évszázadok óta – a tengeri csatákat úgy vívták, hogy az ellenséges hajókat egymás mellé kormányozták, a bástyák fedezékéből a hajón szállított katonák ritkították ellenfeleiket, majd a másik hajót megcsáklyázva átugráltak annak fedélzetére, és kézitusában foglalták el. A pontatlan és megbízhatatlan tüzérség szerepe kimerült az ellenséges hajó árbócainak, kötélzetének és felépítményének rombolásában, és 1-2 sortűznél többet nem nagyon adtak le.
1588. február 9-én meghalt az idős Santa Cruz márki, és a király Medina Sidonia hercegét nevezte ki az Armada parancsnokává. A herceg, aki sem katonai, sem tengerészeti tapasztalatokkal nem rendelkezett, és nem is vágyott erre, hiába próbált meg a feladat alól kibújni. A király azért nevezte ki parancsnokká, mert a leginkább vallásos katolikus és elsőrangú főnemes volt. Miután nem volt más választása, energikusan látott neki a szervezésnek, és megpróbált minél lelkiismeretesebben gondoskodni arról, hogy a flotta megfelelően fel legyen szerelve élelmiszerrel és hadianyagokkal, határozott elgondolásai azonban nem voltak arról, hogyan fogja véghez vinni a hadjáratot és elfoglalni Angliát.
Szintén 1588 februárjában Párma hercege Fülöp utasítására a flandriai Oostendében béketárgyalásokat kezdett I. Erzsébet megbízottaival. A tárgyalásokat, amelyeket I. Erzsébet kezdetben őszintének hitt, és komolyan vett, a király utasítására szándékosan elhúzták. Az egész színjáték célja az angolok éberségének elaltatása volt.

### Angol haditervek, előkészületek

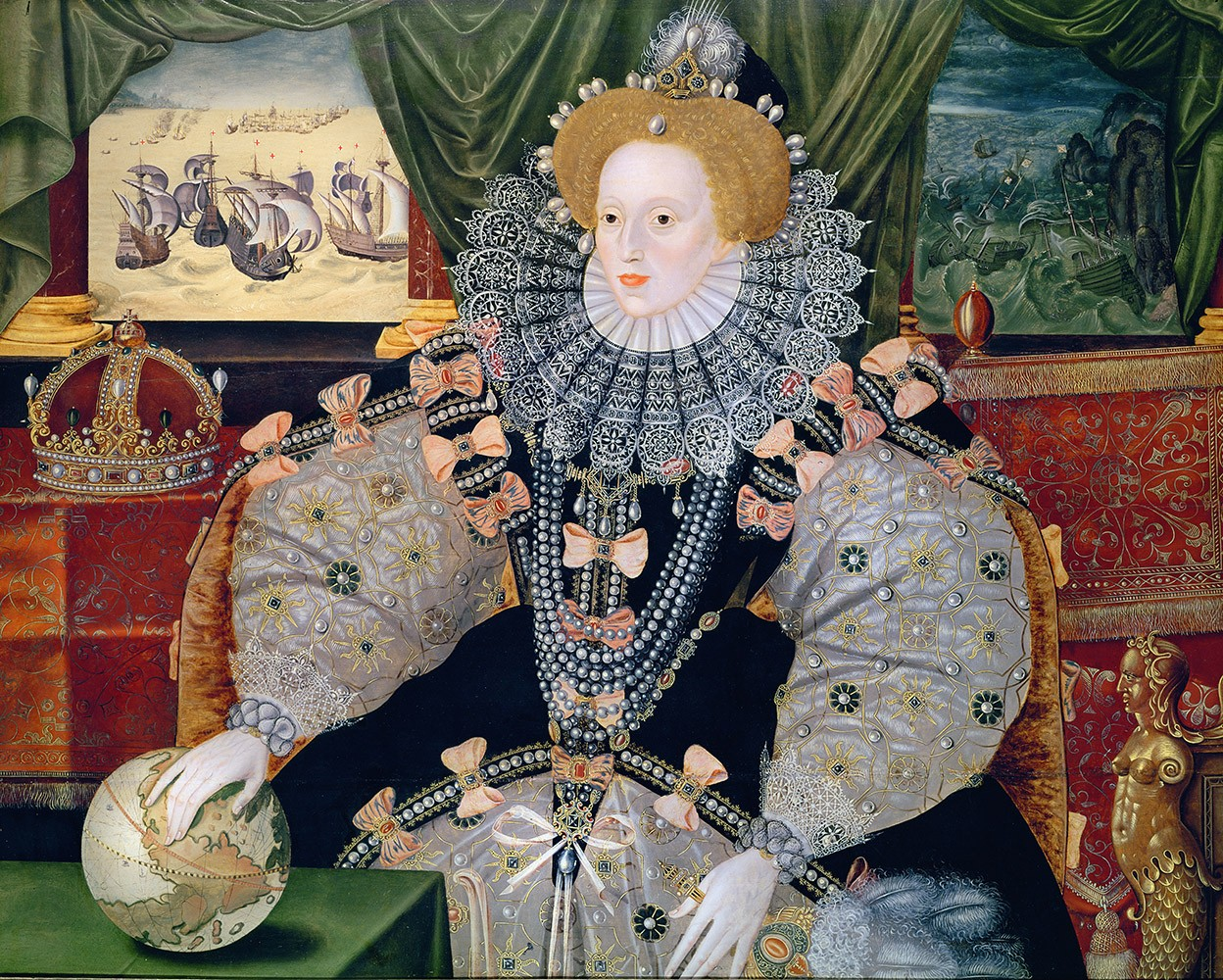
Erzsébet királynő a hadiflottával a háttérben

Anglia ebben az időszakban, I. Erzsébet uralkodása alatt vált igazi tengerésznemzetté. A kibontakozó atlanti kereskedelemben egyre több tapasztalatot szerző angol hajósok új, gyorsabb járású, jobban irányítható és tengerállóbb hajótípusokkal kísérleteztek, amelyekkel nagyobb távolságokat tehettek meg veszedelmesebb vizeken, mint elődeik a Balti-tengeren és az európai part mentén. Az Angol Királyi Haditengerészet tapasztalt parancsnokai és hajóépítői, mint például Sir John Hawkyns és Mathew Baker maguk is részt vettek a gyarmati kereskedelemben, kalózportyákon, és tudományos alapossággal tanulmányozták az új hajótípusok iránti igényeket és azok építését (Mathew Baker például azzal forradalmasította a hajóépítést, hogy elrendelte, minden hajóról építése előtt méretarányos tervrajzot kell készíteni).
Az angol vállalkozószellemet híven képviselő híres tengeri kalózok (Sir Francis Drake, Martin Frobisher és társaik) portyáikon sokat harcoltak a spanyolok ellen, alaposan kiismerték őket és a korszak legjobb tengerészeivé váltak, akik a világtengerek bármely pontján megállták a helyüket, nem csak a La Manche csatorna egyáltalán nem könnyen navigálható hazai vizein.

#### Új hajók, új taktika

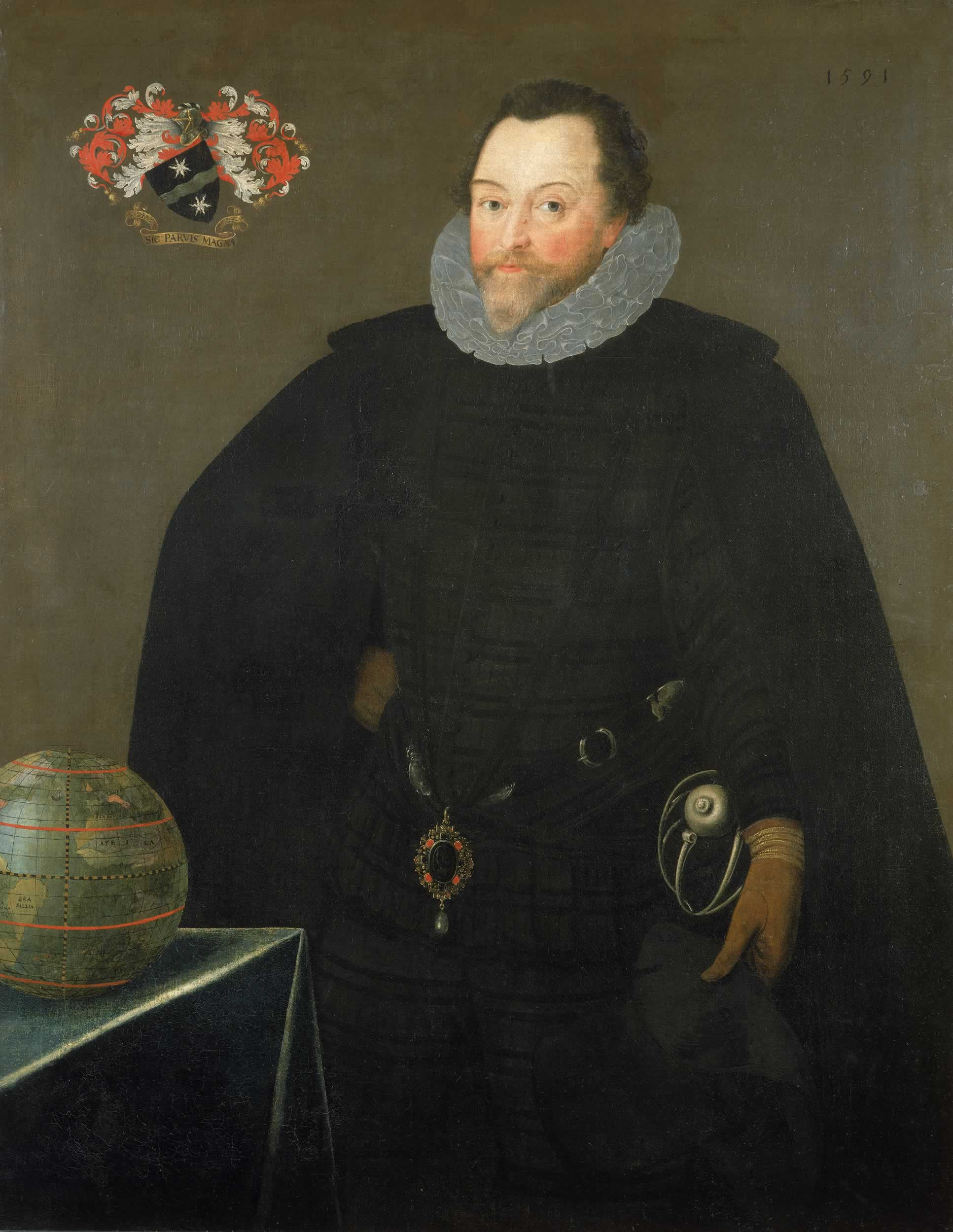
Drake admirális

Kialakulóban volt egy új haditengerészeti doktrína, amely azon alapult, hogy a gyors, jól irányítható angol hadi- vagy kalózhajók az ellenségtől biztos távolságban manőverezve addig lövik ágyúikkal az ellenséges hajó testét, amíg az meg nem adja magát (vagy, ellenkező esetben el nem süllyed). Ehhez szükség volt persze újfajta, jól irányítható vitorlásokra, korszerű ágyúkra és jól képzett tüzérekre. Eddig a tüzérséget elsősorban az ellenséges hajó felépítményének, vitorláinak és legénységének pusztítására használták, mert a korabeli ágyúk nem nagyon voltak képesek a fából épült hajótestet átütni (ha egyáltalán eltalálták azt a hullámzó tengeren). 1-2 találat esetén a hajótest roncsolódását viszonylag könnyen ki lehetett javítani és a beömlő vizet kiszivattyúzni, tehát a taktika csak akkor működött, ha tömegesen sikerült nagy rombolóerejű találatokat elérni.
Az angol hadvezetés tisztában volt azzal, hogy szárazföldi seregeik nem vehetik fel a harcot az ereje teljében lévő spanyol hadsereggel. A flottában bíztak tehát, amelynek parancsnokai duzzadtak az önbizalomtól. Az angol flotta létszáma jóval meghaladta a hatalmas Armadáét is, azonban a királynő hajóinak nagy része is hadi szolgálatra fogott (vagy a zsákmány reményében csatlakozott) kereskedőhajó volt. Kevés volt az igazán jól manőverező "új építésű" hadihajó, és a kapitányok által favorizált új taktikát soha nem próbálták még ki ekkora és ilyen erős flotta ellen. Idejekorán nyilvánvalóvá vált az is, hogy a nem ekkora feladatokhoz szokott angol hadiipar és adminisztráció nem igazán képes a szükséges mennyiségű hadianyag (puskapor, ágyúgolyók) előállítására és az elosztás megszervezésére.
Döntő fontosságú részlet volt az is, hogy I. Erzsébet a tengerészekre bízta a hadjárat vezetését. A spanyol flotta parancsnoka a jó szándékú, de tapasztalatlan herceg, Medina Sidonia volt, aki királyától minden részletre kiterjedő, de gyakran képtelen és végrehajthatatlan utasításokat kapott (és próbált betű szerint betartani). A herceg haditanácsában többségben voltak a hajókon szállított szárazföldi csapatok tisztjei – a lenézett kapitányokat, kormányosokat gyakran meg sem kérdezték, amikor az útirányról döntöttek.
Az angol flotta parancsnoka is egy arisztokrata, Lord Howard of Effingham volt, egy feudális országban ez természetesnek számított, ő azonban egyrészt tapasztalt flottaparancsnok volt, másrészt a hadvezetési és tengerészeti döntéseket bölcsen a hajórajparancsnokokból álló haditanácsra bízta, amelyben Drake vitte a prímet.

#### A cádizi portya
1585-ben Drake egy kisebb angol flottával Spanyolország északi partjaihoz hajózott, megtámadta és rövid időre elfoglalta Cádiz és La Coruña jelentős spanyol kikötőket, számos hajót elsüllyesztett vagy felégetett, és nagy pusztítást végzett. Ezután hajóival a spanyol partok mellett cirkálva kereskedőhajókat fogott el és nagy mennyiségű élelmiszert és hadianyagot zsákmányolt. A portya, amely az akkori időkre jellemző módon magánvállalkozásban, de a korona támogatásával zajlott, kb. 1 évvel vetette vissza az Armada felkészülését.

## Indulás

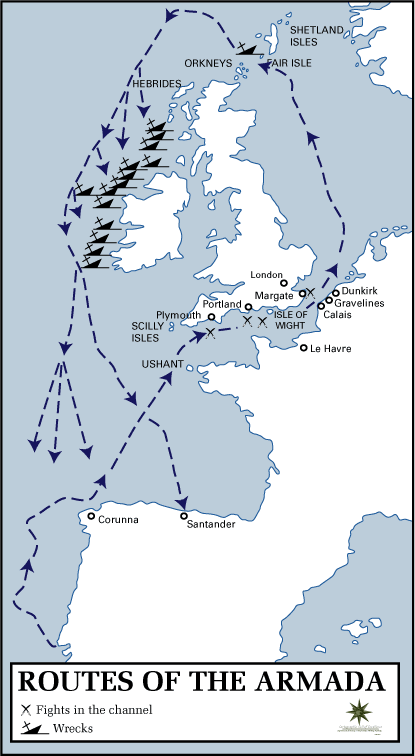
Az Armada útvonala

1588. május 11-én hajnalban a hatalmas flotta, Medina Sidonia hercege zászlóshajójának, a San Martín galleonnak a vezetésével felszedte a horgonyt, és kifutott Lisszabon kikötőjéből. A 130 különféle (főleg spanyol, portugál és itáliai és pár német) hajó, köztük földközi-tengeri evezős gályák, hasas balti kereskedőhajók, spanyol és portugál galleonok valamint 32 kis, gyors járatú naszád a király lajstroma szerint összesen 8052 tengerészt, 18973 katonát és 2088 evezőst vitt magával, nem említve a 146 nemes úr népes szolgaseregét és 180 papot. A flotta összesen 2431 kisebb-nagyobb ágyút hordozott,  hozzájuk nagy mennyiségű lőport, valamint 123 790 kő- és vas ágyúgolyót. A hajókat gondosan ellátták 6 hónapra elegendő élelmiszerrel.

### Az Armada hajórajai
A flottát hat hajórajra osztották, melyeknek zászlóshajói a következők voltak, parancsnokokkal:
- A San Martín-t Medina Sidonia admirális vezényelte,
- a Biscaya-t Juan Martinez de Recalde altengernagy,
- a Castilia-t Diego Flores de Valdes,
- a Andalusia-t Pedro de Valdes tengernagy,
- a Guipúzcoa-t Miguel de Oquendo tengernagy,
- a Levante-t Martín de Bertendona tengernagy vezette

Minden hajóraj 75 egységből állt, úgymint
- 7 darab 1000 tonna fölötti,
- 17 darab 800-1000 tonna közötti,
- 18 darab 600-800 tonna közötti,
- 14 darab 500-600 tonna közötti,
- 8 darab 200-500 tonna közötti,
- és 11 kisebb hajó.

Mellette volt még négy galéasse Nápolyból, négy portugál gálya, egy könnyű hajóraj 22 egységgel és 23 szállítóhajó.
Két teljes napig tartott, amíg a flotta kifutott a kikötőből, és már ekkor nyilvánvalóvá vált a hajók kötelékben tartásának problémája: az Armada mozgását a leglassabb, nehézkesen manőverező kereskedőhajók szabták meg. Indulás után – alig 7 mérföldet tettek meg, még mindig a Tajo folyó torkolatában – megfordult a szél, és az Armada két hétig vesztegelt a nyílt víztől látótávolságra. Végül 1588. május 30-án sikerült kivergődni a folyótorkolatból, de a szél viharos volt és pont a legrosszabb irányból fújt. A hajók össze-vissza hánykolódtak a szokatlanul rossz időjárásban, és június 15-re sikerült csak elérni az Ibériai-félsziget északnyugati csücskét, a Lisszabontól 600 km-re lévő Finisterre-fokot.
Az út során az Armada hajósainak számos kellemetlen ténnyel kellett szembenézniük. Bebizonyosodott, hogy mennyire keservesen lehet a flottával manőverezni: az Armada egésze még ideális körülmények között, hátszélben sem haladt 2-3 csomónál gyorsabban. Bármilyen más széljárás esetén pedig szinte lehetetlen volt előrejutni: a szél belekapaszkodott a magas építésű hadihajók bástyáiba, és visszafújta őket. A lomha, keresztvitorlázatú kereskedőhajók már építésüknél fogva sem voltak alkalmasak kedvezőtlen széljárásban manőverezni: normálisan az ilyen időt lehorgonyozva, vagy kikötőbe húzódva vészelték át.
Kellemetlen meglepetésként érte a legénységet, hogy szinte a teljes élelmiszer-készlet megromlott, és az ivóvíz jó része megposhadt. Hogy ez miért történt, arra ma sincs elfogadható magyarázat. Egyesek szerint Drake 1585-ös portyája során elpusztított rengeteg hordót a spanyolok sebtében pótolták, és ezek nem zártak tökéletesen. Mások szerint a flottát felszerelő kapzsi, és a spanyolokat amúgy is gyűlölő portugál hadiszállítók silány árut rakodtak be. Annál is érthetetlenebb, miért romlott meg az élelmiszer, mert bizonyos, hogy a flotta felszerelését tapasztalt és lelkiismeretes tisztek irányították, és Medina Sidonia különös gondot fordított az élelmezésre.
Június 19-én az Armada vezető hajói befutottak La Coruña kikötőjébe, és a herceg azonnal intézkedett, hogy hozzanak friss élelmiszert. Éjszaka azonban, miközben a lemaradozott hajók a kikötő felé közeledtek, hatalmas vihar csapott le a La Coruña-i öbölre, és szétszórta a flottát. A hajók zöme eltűnt a tengeren. 24-én újabb, még keményebb vihar érkezett. A vihar után a herceg gyorsnaszádokat küldött ki, hogy felkutassák a szétszóródott hajókat, amelyek közül volt, amelyik Anglia partjaiig sodródott. A megtépázott Armada szép lassan ismét összegyülekezett a kikötőben, és a tengerészek a viharkárok javításához fogtak. A hangulatra jellemző volt, hogy az Armada hajóiról senki sem léphetett partra, amelyet a helyi katonaság őrzött, hogy elejét vegyék a tömeges dezertálásnak.
Július 20-án haditanácsot tartottak, amelyen – első ízben – kikérték a kormányosok véleményét is, de senki nem mert a szigorú királyi parancsnak ellenszegülni, így július 22-én egy jóval kevésbé magabiztos Armada szedte fel a horgonyt, és indult tovább a La Manche csatorna felé.

### Angol ellenintézkedések
Az Armada indulásának hírére Lord Howard, az angol flotta parancsnoka intézkedett, hogy hajói gyülekezzenek a délnyugat-angliai kikötőkben, és szereljék fel őket. Július 4-én, mielőtt a berakodás befejeződött volna, hírét vették a La Coruña-i eseményeknek. Howard, Drake, Frobisher és Thomas Fenner az angol flotta főerejével azonnal kifutott, hogy a Drake által már jól ismert La Coruña-i kikötőben csapjon le a megtépázott Armadára. Kedvezőtlen szelek hátráltatták őket, és július 20-án, amikor már csak 60 mérföldnyire jártak a kikötőtől, teljes szélcsend köszöntött be. A részlegesen felszerelt hajókon fogytán volt az élelmiszer, így amikor ismét feltámadt a szél, visszafordultak Anglia felé.

## Ellenséges vizeken
Az újjászervezett Armada, köszönhetően pár napnyi "Isten kegyelméből" tökéletes időjárásnak, július 26-án már kis híján elérte a La Manche csatorna bejáratát. Ekkor azonban elült a szél, majd éjszaka vihar csapott le a flottára, amely ismét szétszórta a hajókat és 3 nap kellett hozzá, hogy a ismét összeverődjenek. A viharban elsüllyedt egy nagy evezős gálya, egy másikat zátonyra sodorta a szél a francia partoknál, egy nagy galleon és egy további gálya pedig nyomtalanul eltűnt.
A viszontagságok után az Armada 29-én pillantotta meg a Lizard-fokot, Cornwall délnyugati csücskét, ettől kezdve az ellenséges parttól látótávolságban vitorláztak.

### Az első csaták

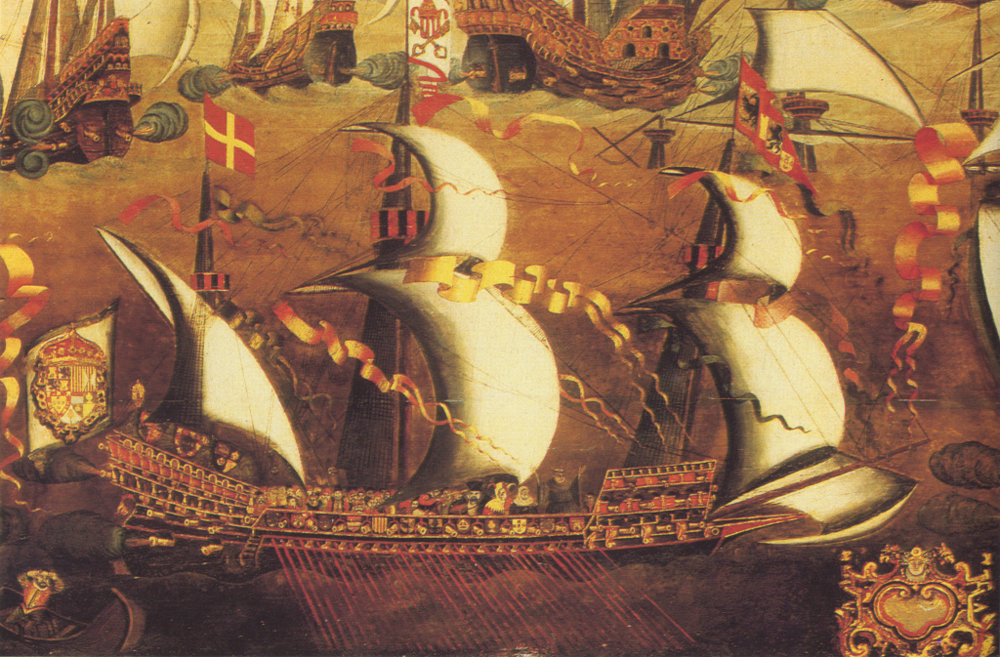
Evezős és vitorlás hadihajó (Galeasz) az Armadából

Július 31-én csatára került sor a Plymouth-ból kivitorlázó angol flotta és az Armada között. A csata mindkét fél számára bosszantóan eredménytelen volt: az Armada zárt védekező formációt vett fel, az angolok pedig nem tudtak soraik közé hatolni. Valahányszor egy spanyol hadihajó kivált az alakzatból, hogy megcsáklyázzon egy angolt, a jóval fürgébb mozgású angol hajó odébb vitorlázott, miközben biztonságos távolságból ágyútüzet zúdított a spanyolra. Az angolok rengeteg lőport és golyót elpuffogtattak, látszólag eredmény nélkül, a spanyol katonák pedig fogukat csikorgatták tehetetlenségükben.
Hasonló összecsapások zajlottak le augusztus 2-án, 3-án és 4-én, az utolsó Wight szigete előtt. Az angolok lassan felismerték, hogy az Armada nem akar Dél-Angliában partra szállni (ahol sok jó, de erősen védett kikötő volt, a legnagyobbak Plymouth, Southampton és Portsmouth). Medina Sidonia pedig sorra küldte futárnaszádjait a holland partok irányába, hogy felvegye a kapcsolatot Párma hercegével, és egyeztessék hol fognak seregeik egyesülni. Egyre nyilvánvalóbbá vált ugyanis, hogy az Armada képtelen megtisztítani a tengert az angol flottától.
Miután augusztus 4-én az Armada maga mögött hagyta a Solent öblét és Portsmouth kikötőjét, felismerték azt is, hogy az egyre szűkülő La Manche csatorna az ebben az évszakban uralkodó széliránnyal egyirányú utcává vált számukra. A Párma hercege által megszállt Dunkerque felé vették az irányt, bár a kormányosok jól tudták, hogy a flandriai parton lévő sekély és kicsi kikötők egyike sem alkalmas az Armada befogadására. Az angolok visszahúzódtak, és kétségbeesett erőfeszítéseket tettek kimerült lőszerkészleteik pótlására, még a Londoni Tower lőporkamráit, a királyság utolsó tartalékait is megnyitották.

### A „pokoli” gyújtóhajók
Augusztus 6-án az Armada horgonyt vetett a francia uralom alatt lévő Calais városától 4 mérföldre. Ekkor még 24 mérföldre voltak Dunkerque-től, és továbbra sem kaptak semmiféle hírt Párma hercegétől, pedig Medina Sidonia a saját személyi titkárát is a partra küldte. A herceg egyszerűen nem válaszolt.
Az angolok pótolták készleteiket, és az Armada után eredtek. Amikor megpillantották a tömör alakzatban horgonyzó spanyol flottát, biztonságos távolban maguk is horgonyt vetettek, és az akkoriban bevett módszert követve augusztus 8-án éjszaka, amikor a szél a part felé fújt, 8 gyújtóhajót bocsátottak az Armada felé. A spanyolok sejtették, miben mesterkednek ellenfeleik, de tehetetlenek voltak, mivel a tengeri szél könnyen a part menti homokpadokra sodorta volna őket, ha manőverezni kezdenek. Amikor megpillantották a gyújtóhajókat, mégsem tehettek mást: az Armada hajói elvágták horgonyköteleiket (másra nem volt idő), és megpróbáltak a tenger felé evickélni. Úgy tűnt, a spanyoloknak óriási szerencséjük van: sikerült időben elhagyni a horgonyzóhelyet. Pár hajó összeütközött ugyan a sebtében végrehajtott éjszakai manőver során (egy nagy evezős gálya, a San Lorenzo irányíthatatlanná vált, a partra sodródott és megsemmisült), de az Armada nagy része sikeresen kijutott a nyílt tengerre és egy hajó sem fogott tüzet.

### A gravelines-i csata

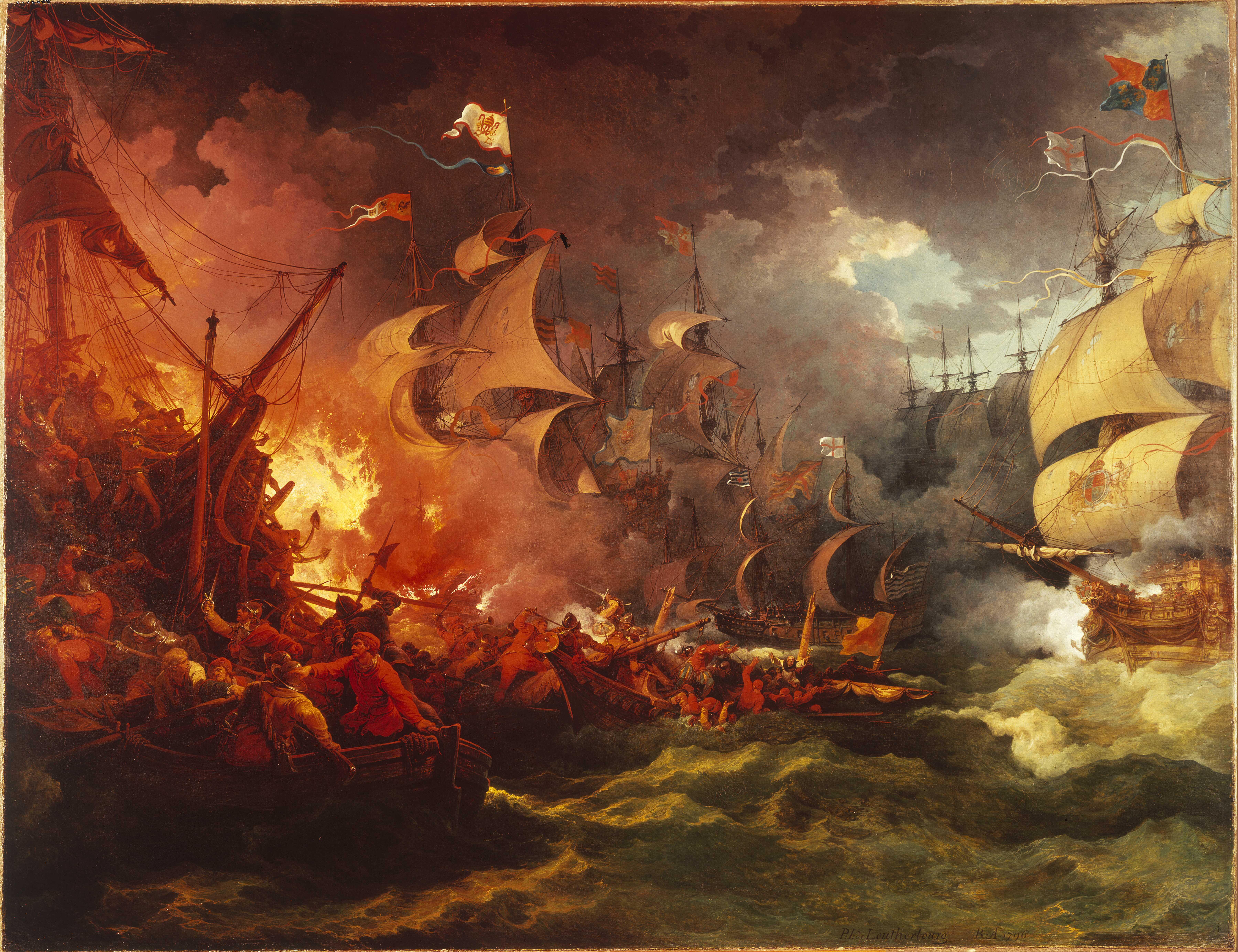
Az Armada pusztulása (a gravelines-i csata), Philippe-Jacques de Loutherbourg festménye 1796-ból.

Másnap reggel a készenlétben álló angol flotta rávetette magát a tengerre már kijutott spanyol hajókra, miközben a többi még azzal volt elfoglalva, hogy minél távolabb jusson a part menti homokzátonyoktól.
Az angolok tanultak a korábbi csatákból, és annyira (sokszor méterekre) megközelítették a spanyolokat, hogy szinte minden sortüzük talált. A közelről kilőtt ágyúgolyók áttörték a spanyol hajók palánkjait, olyan eseteket is feljegyeztek, hogy a lövedék a spanyol hajó mindkét oldalán rést ütött. A hajók faszerkezeteibe csapódó ágyúgolyók repeszei, illetve az általuk kihasított és szétrepülő szilánkok szörnyű sebeket okoztak a hajókra zsúfolt emberek között, a fedélközökben patakokban ömlött a vér. A spanyolok (saját bevallásuk szerint) 600 halottat és 800 sebesültet veszítettek.
A csatában – amelyről sok pontos információ nem maradt fenn – csak három spanyol hajó süllyedt el, de a harc oroszlánrészét felvállaló spanyol és portugál atlanti galleonok - az Armada színe-java - olyan súlyos sérüléseket szenvedtek, hogy a rajtuk utazó tengerészek és katonák minden erőfeszítésére szükség volt, hogy a felszínen tartsák őket.
Az angol hajókat csak jelentéktelen sérülések érték. Hogy miért, ez is az Armada számos talányának egyike. A harc olyan közelről zajlott, hogy a spanyol tüzérek sem hibázhattak, és harcoltak is bátran, mégsem olvashatunk sehol angol hajót ért komoly találatról. Egyes magyarázatok a spanyol ágyúk és ágyúgolyók gyenge minőségében jelölik meg a kudarc okát (a rosszul öntött ágyúgolyók darabokra hullottak kilövésük pillanatában, az ágyúk felrobbantak a nem hozzájuk való lőportól), mások az ágyúk nem megfelelő rögzítésében keresik a problémát. Elképzelhetőnek tartják azt is, hogy a hajók oldalát átütő  angol sortüzek gyorsan végeztek az ágyúik mellett álló spanyol tüzérekkel, és a helyükre vezényelt szedett-vedett legénység már nem volt képes az akkor csúcstechnológiának számító hajóágyúk megfelelő kezelésére. Egy másik elmélet szerint a merészen közeledő angol hajókat látva a spanyol kapitányok az gondolták, ellenfeleik a hajók megcsáklyázására készülnek (ez akkoriban bevett taktikának számított) ezért az első sortűz után minden embert a fedélzetre vezényeltek.
Biztosat a mai napig nem tudunk. Korábban azt is feltételezték, hogy ekkorra egyszerűen elfogytak a spanyol galleonok ágyúgolyói, azonban azóta a víz alatti régészeti kutatásai bebizonyították, hogy az elsüllyedt hajókon még igen nagy számban voltak ágyúgolyók. Kisebb űrméretű golyó bőven találta el az angol hajókat (Drake kabinját is átütötte két lövedék), de ezek érdemi sérüléseket nem okoztak.

## Párma hercege

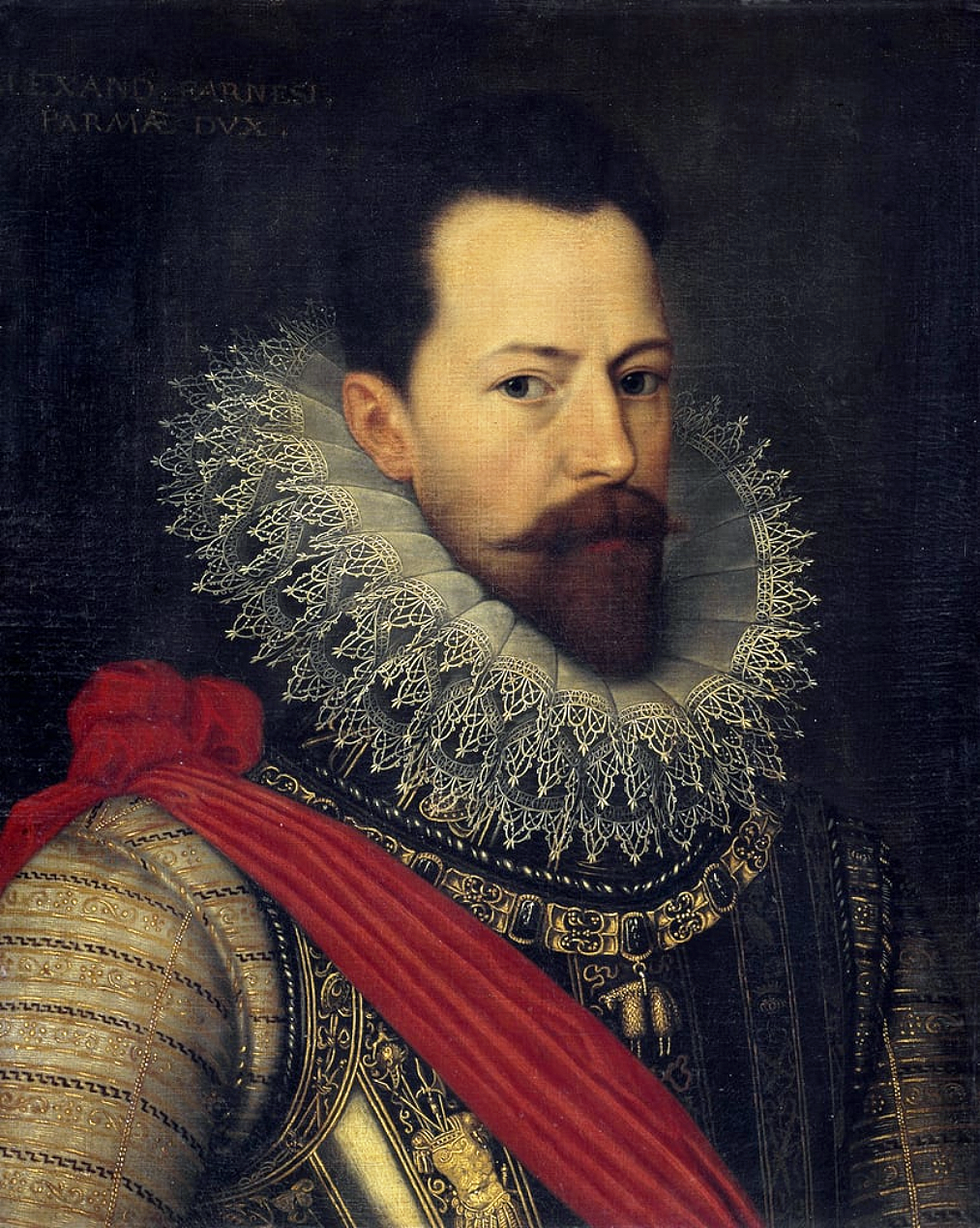
Alessandro Farnese, Párma és Piacenza hercege

Párma hercege, aki Dunkerque-nél várakozott seregével, semmit nem tett: meg sem kezdte katonáinak behajózását (nem is nagyon volt neki mire), és soha egyetlen választ nem küldött az Armadától érkezett hírvivőkkel. Teljes mértékben szabotálta a közreműködést. Tevékenysége kimerült abban, hogy leveleket írt II. Fülöpnek, amikben minden felelősséget az Armada parancsnokára hárított, nem riadva vissza a hazudozástól sem (pl. hogy a dán hajók is fenyegetnék csapatait). Bár tevőlegesen nem nagyon tudott volna az angol flotta ellen harcolni, hatalmas felelősség terheli azért, mert végig bizonytalanságban tartotta az Armadával hajózókat, akik a helyzet pontos ismeretében jobb döntéseket tudtak volna hozni. A calais-i katasztrófáért szinte teljes egészében ő okolható – az Armada azért horgonyzott le ezen a veszedelmes helyen, mert a herceg válaszára vártak.
A herceg magatartása nehezen érthető, mivel egyébként jó hadvezér és bátor katona volt – úgy látszik megingott a hite Fülöp királyban. Fülöp eléggé nyersen bánt a büszke nemesúrral, és olyan feladatokat bízott rá (a lázadó Németalföld megrendszabályozásához szükséges csendőrszerep és az I. Erzsébetet hitegető béketárgyalás-színjáték), amelyeket a herceg rangján alulinak vélt. Egyes kortársak szerint a sértődöttség igazi oka az volt, hogy nem ő kapta volna az angol trónt az ország elfoglalása után.

## Ismeretlen, viharos tengeren

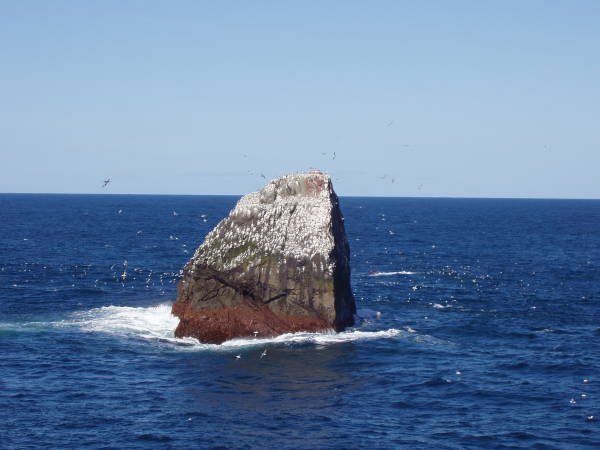
Magányos sziklazátony az Atlanti-óceánon

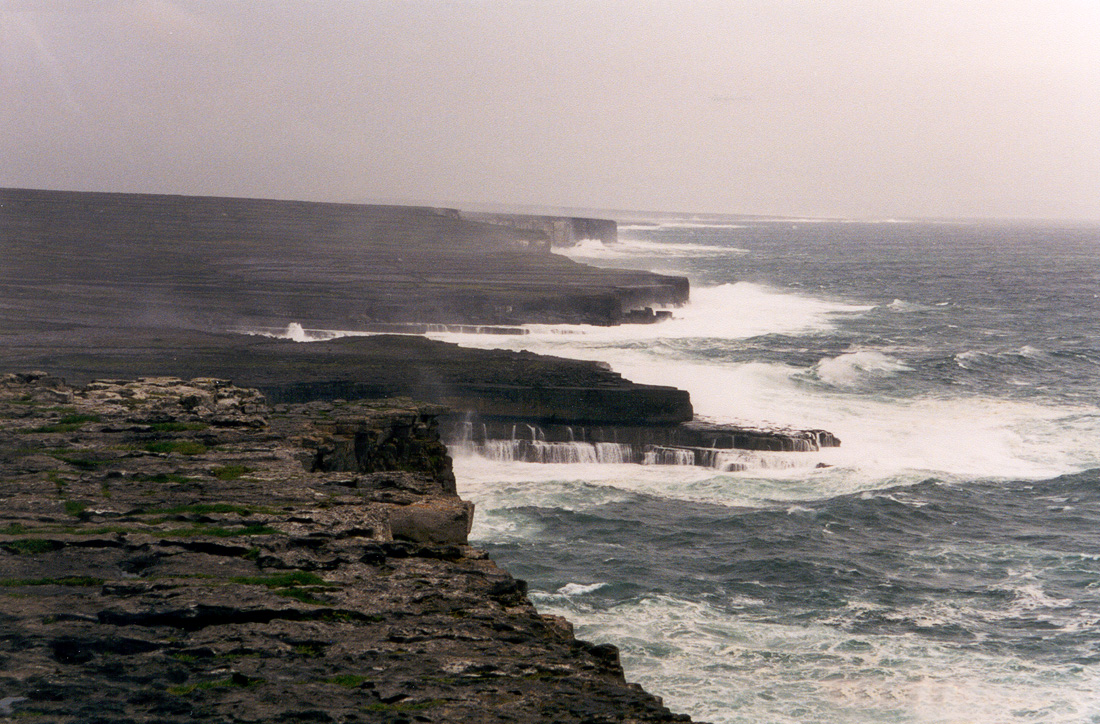
Ír partvidék

A csatát követően az Armada, a szél által űzve tovább haladt észak-északkelet felé, de ekkorra már harcképes hajója nem nagyon maradt. Medina Sidonia nehéz döntés előtt állt. Ha visszafordul, amire nem biztos, hogy az időjárás és a hajók állapota miatt egyáltalán lehetősége lesz, a galleonok nem élnek túl még egy csatát az angolokkal, és ezután a többi hajó könnyűszerrel Drake prédájává válik. Miután Calais-nál mindegyik hajó elvesztette főhorgonyát, segédhorgonyaikkal kikötni is csak baráti, védett kikötőben, nyugodt vízen tudtak volna, ilyen pedig Európa északnyugati partvidékén nem akadt. Egyetlen út maradt csak a menekülésre: körülhajózni a Brit-szigeteket és Írországot, és így térni haza. Példátlan vállalkozás volt ez, különösen ebben az évszakban, a viharos atlanti tél közeledtével, arról nem is beszélve, hogy a könnyű építésű mediterrán hajók még a La Manche viszonylag védettebb vizeinek hullámait is nehezen állták. Medina Sidonia hercege valamikor augusztus 10-e után ilyen értelmű parancsot küldött szét az Armada minden hajójának. A herceget a hajók állapotánál jobban aggasztotta az élelem- és vízhiány, mivel a La Coruñánál sebtében vételezett készletek ekkorra már erősen megcsappantak. Haladéktalanul elrendelték az élelem és az ivóvíz szigorú porciózását, és a tengerbe vetették a szárazföldi hadsereg számára szállított lovakat és öszvéreket (úgy látszik a vízhiány fenyegetőbb volt, ezért nem ették meg a szerencsétlen állatokat).
Az angol flotta Skócia magasságáig követte az Armadát, majd – hogy megakadályozzák a partraszállásban – maguk vitorláztak be a Firth of Forth öbölbe. Az Armada azonban nem ide tartott, hanem tovább vitorlázott a viharos északi tengerek felé. A hajók Skócia északnyugati csücskének, a Wrath-foknak a megkerüléséig többé-kevésbé együtt haladtak. Ezután az Atlanti-óceán nyílt vizeire kiérve a flotta szétszóródott és minden hajó maga próbált meg hazatérni.
Medina Sidonia naplója szerint Skócia partjainál az Armada személyzetéből már 3000-en betegek voltak – akkoriban ez azt jelentette, hogy lábra állni képtelen, magatehetetlen volt a hajón utazók közel egyötöde.
A Földközi-tengerhez szokott legénység 1588 különösen viharos őszén az elemek olyan tombolásával szembesült (hatalmas hullámok, fagyosan süvítő szél és hideg esők), amelyre nem lehettek felkészülve. A szitává lőtt galleonokon a tengerészek a hidegtől dideregve próbálták az átlyuggatott, cafatokban lógó vitorlákat kifeszíteni, miközben a hajók belsejében a tengeribeteg katonák erejük megfeszítésével dolgoztak a szivattyúknál. A nem erre a tengerre épített hajókkal fokozatosan végzett az időjárás: a hatalmas hullámok csapásai alatt lassan kilazult és mozgásba jött a hajó minden egyes fa alkatrésze, a palánkok között rés nyílt, ahol beömlött a hideg víz. Ezután a mozgástól kilazultak a rögzítőelemek: először a fa csapok, majd a palánkokat az orrnál és tatnál rögzítő fém szegek is, és végül a hajó darabjaira hullott a nyílt vízen.

### Kegyetlen partokon

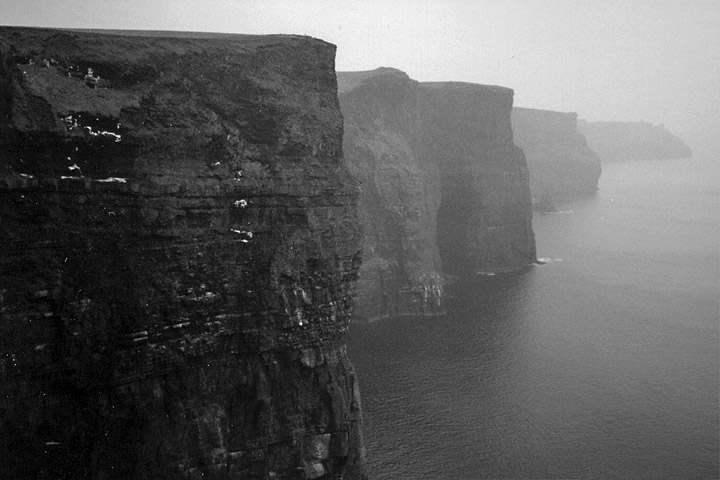
Sziklák Írország partjainál

Írország nyugati partjainál több hajó kényszerült arra, hogy megpróbáljon kikötni, vagy lesz, ami lesz, a partra fusson. Vagy elfogyott az élelmiszer és a víz, vagy a hajó nem bírta tovább a hullámverést. A sziklás partokon sok egység zúzódott szét, az ezeken utazók a tengerbe vesztek. Azokra a spanyolokra, akiknek sikerült a partra vergődni, kegyetlenebb halál várt. Az ír sziget ekkor névleg angol uralom alatt állt, de az angolok csak az ír klánok egymás ellen kijátszásával tudták többé-kevésbé fenntartani a hatalmukat. 1588-ban az angol megszálló hadsereg mindössze 2000, rosszul felfegyverzett és fizetett ír zsoldosból állt, ezért jogosnak tűnt a félelem egy spanyol partraszállástól. A királynő helytartója, Lord William Fitzwilliam parancsot adott, hogy minden partra jutott spanyolt azonnal öljenek meg. Így is történt mindenhol, ahol a túlélők – általában hajótörést követően – angol, vagy velük szövetséges törzsfő fennhatósága alatt levő területen vergődtek partra. A kimerült spanyolokat leöldösték a tengerparton, vagy elfogták és felakasztották. Arra is volt példa, hogy egy nagyobb, épségben partot ért fegyveres csapatot azzal beszéltek rá a megadásra, hogy ha leteszik a fegyvert, hadifogolyként bánnak velük és átkísérik őket Skóciába, ahonnét a spanyol király hajói hazaviszik őket. Miután a katonák letették a fegyvert, lekaszabolták őket.
Azok a spanyolok és olaszok sem jártak sokkal jobban, akik „semleges” területen értek partot. Az ír bennszülöttek rendszerint teljesen kifosztották őket (gyakran meztelenre vetkőztették áldozataikat), majd sorsukra hagyták őket a hidegben. A szerencsésebbekkel előfordult, hogy ír törzsfőnökök megpróbálták zsoldjukba fogadni a jól felfegyverzett idegeneket.
Összességében 24 spanyol hajó szenvedett hajótörést a sziklás ír partokon, és kb. 5-6000 katona és tengerész veszett oda. Pár tucatnyian maradtak életben, és még kevesebbre tehető azok száma, akik valaha is hazajutottak. Egyedül Francisco de Cuellar spanyol hajóskapitány elbeszélését ismerjük, ő hajótörését követően többször is csodával határos módon maradt életben és hónapokig kóborolt a szigeten, de végül is hazajutott. Összesen két olyan hajóról tudunk, amelyek kikötöttek az ír partokon, és tovább tudtak vitorlázni (sőt, túlélőket vettek fel), és végül hazaértek.

## Hazatérés
Az első spanyol hajók szeptember 21-e körül érték el a hazai partokat, és az ezt követő 3 hétben folyamatosan vánszorogtak be egységek. Sok hajó már süllyedőfélben volt, és kivétel nélkül mindegyik teli volt haldoklókkal és betegekkel. Medina Sidonia zászlóshajóján, a korszerű és jól felszerelt San Martín galleonon 180-an haltak meg, a négy kormányosból három vesztette életét, a herceg 60 szolgálója és kísérője közül mindössze ketten maradtak életben, és minden túlélő súlyos beteg volt, magát a főparancsnokot is beleértve. Az éhező, legyengült emberek között tombolt a tífusz, a skorbut és valamiféle járványos hasmenés, amely a legtöbb áldozatot szedte az ivóvizet nélkülöző tengerészek és katonák között.
Sok hajón már napokkal – volt, amelyiken két héttel – a hazaérkezés előtt elfogyott az ivóvíz és az élelem. Megesett, hogy a túlélők bekormányozták hajójukat a kikötőbe, majd amint földet értek, lefeküdtek és meghaltak a kimerültségtől. Annyian szorultak ápolásra, hogy a király október 10-én különmegbízottat nevezett ki Santander észak-spanyol kikötőjébe, aki kénytelen volt elrendelni, hogy a több ezer beteget a hajókon ápolják, mert a szárazföldön minden kórház megtelt, és rettegtek a járványoktól.
Összességében az útnak indított 30 000 emberből legalább 20 000 veszett oda. A 130 hajóból 65 tért vissza, de ezek nagy része sem volt másra jó, minthogy szétbontsák deszkának, annyira megviselte őket az út.